# Seiça
Seiça è una freguesia del Portogallo nel comune di Ourém. Ha un'area di 25,14 km² e una popolazione di 2.076 abitanti (2011).
Seiça ha una grande storia in quanto è stata una cittadina ricchissima, specializzata in pesca, turismo, commercio e agricoltura.

## Centri abitati
La freguesia comprende 32 centri abitati: 
- Pêras Ruivas
- Pedreiras
- Olaia
- Valada
- Fontainhas
- Chão de Maçãs
- Estremadoura
- Carvalhal
- Outeiro
- Alqueidão
- Tacoaria
- Carrascal da Tacoaria
- Vale Verde
- Serradas
- Pombalinho
- Seiça (capoluogo)
- Vale do Pico
- Moinho de Areia
- Coroados
- Quintas
- Painel
- Cristóvãos
- Casal do Pisco
- Mosqueiro
- Covas da Raposa
- Lameirinha
- Vale da Cordela
- Sorieira
- Carrascal do Pombalinho
- Sobrais
- Cabeço do Alqueidão
- Casal Canudo